# Caeneressa hunanensis
Caeneressa hunanensis là một loài bướm đêm thuộc phân họ Arctiinae, họ Erebidae.